# 暗黑破壞神III：死靈法師的崛起
《暗黑破壞神III：死靈法師的崛起》是動作角色扮演遊戲《暗黑破壞神III》的可下载内容包，宣布于暴雪嘉年华2016。2017年6月27日，在PC、Mac和最新一代游戏主机上发行数字版。游戏内容包含在游戏主机上的《暗黑破壞神 III：永恆之戰版》零售版和数字版之中。